# Zoe Hivesová
Zoe Hivesová (* 24. října 1996 Ballarat, Victoria) je australská profesionální tenistka. Ve své dosavadní kariéře na okruhu WTA Tour vyhrála jeden deblový turnaj. V rámci okruhu ITF získala čtyři tituly ve dvouhře a dva ve čtyřhře.
Na žebříčku WTA byla ve dvouhře nejvýše klasifikována v říjnu 2019 na 140. místě a ve čtyřhře pak v květnu téhož roku na 144. místě. Trénuje ji krajan Michael Logarzo.

## Tenisová kariéra
V rámci hlavních soutěží událostí okruhu ITF debutovala v listopadu 2011, když na turnaj v australském Bendigu s dotací 25 tisíc dolarů obdržela s krajankou Elizou Longovou divokou kartu do čtyřhry. V úvodním kole podlehly Australankám Alison Baiové a Emelyn Starrové. Premiérový titul v této úrovni tenisu vybojovala během dubna 2015 na melbournském turnaji s rozpočtem 15 tisíc dolarů. Ve finále přehrála australskou kvalifikantku Sally Peersovou.
V kvalifikacích okruhu WTA Tour debutovala na lednovém Apia International Sydney 2014 po zisku divoké karty. V jejím úvodu však nestačila na Němku Julii Görgesovou z osmé světové desítky. Premiérové finále na túře WTA odehrála v bogotské čtyřhře Copa Colsanitas 2019. Po boku krajanky Astry Sharmaové ve finále hladce zdolaly americkou dvojici Hayley Carterová a Ena Šibaharaová. Obě Australanky na okruhu odehrály první společný turnaj.
Debut v hlavní soutěži nejvyšší grandslamové kategorie zaznamenala v ženském deblu Australian Open 2018 poté, co si s Alison Baiovou zajistily účast na dvou kvalifikačních turnajích ITF během podzimu 2017. V úvodním kole však nenašly recept na americko-portorický pár Madison Brengleová a Mónica Puigová. Jednalo se rovněž o její první start v hlavní soutěži okruhu WTA Tour. Dvouhru si poprvé zahrála o rok později na Australian Open 2019, po udělení divokých karet do singla i debla od australského tenisového svazu. Na úvod melbournské dvouhry zdolala Američanku Bethanii Mattekovou-Sandsovou ze čtvrté stovky žebříčku, která se vracela na okruh po dlouhodobém zranění kolena. Ve druhém kole ji přehrála devatenáctá hráčka klasifikace Caroline Garciaová.

## Finále na okruhu WTA Tour
| Legenda                                      |
| -------------------------------------------- |
| D – dvouhra; Č – čtyřhra                     |
| Grand Slam (0)                               |
| Turnaj mistryň (0)                           |
| Premier Mandatory & Premier 5 / WTA 1000 (0) |
| Premier / WTA 500 (0)                        |
| International / WTA 250 (1–0 Č)              |

### Čtyřhra: 1 (1–0)
| Stav    | č. | datum      | turnaj           | povrch | spoluhráčka     | soupeřky ve finále               | výsledek |
| ------- | -- | ---------- | ---------------- | ------ | --------------- | -------------------------------- | -------- |
| Vítězka | 1. | duben 2019 | Bogotá, Kolumbie | antuka | Astra Sharmaová | Hayley Carterová Ena Šibaharaová | 6–1, 6–2 |

## Finále série WTA 125
| Legenda                  |
| ------------------------ |
| D – dvouhra; Č – čtyřhra |
| WTA 125 (0–0 D; 0–0 Č)   |

## Tituly na okruhu ITF
| Dotace turnajů okruhu ITF | Dotace turnajů okruhu ITF |
| ------------------------- | ------------------------- |
| 100 000 $ tournaments     | 80 000 $ tournaments      |
| 75 000 $ tournaments      | 60 000 $ tournaments      |
| 50 000 $ tournaments      | 25 000 $ tournaments      |
| 15 000 $ tournaments      | 10 000 $ tournaments      |

### Dvouhra (4 tituly)
| Č. | datum         | turnaj               | povrch | poražená finalistka  | výsledek           |
| -- | ------------- | -------------------- | ------ | -------------------- | ------------------ |
| 1. | duben 2015    | Melbourne, Austrálie | antuka | Sally Peersová       | 7–5, 6–2           |
| 2. | leden 2018    | Playford, Austrálie  | tvrdý  | Alexandra Bozovicová | 6–4, 5–7, 7–6(7–4) |
| 3. | říjen 2018    | Toowoomba, Austrálie | tvrdý  | Ellen Perezová       | 6–0, 6–2           |
| 4. | listopad 2018 | Canberra, Austrálie  | tvrdý  | Olivia Rogowská      | 6–4, 6–2           |

### Čtyřhra (2 tituly)
| Č. | datum         | turnaj             | povrch | spoluhráčka           | poražené finalistky                | výsledek         |
| -- | ------------- | ------------------ | ------ | --------------------- | ---------------------------------- | ---------------- |
| 1. | listopad 2017 | Bendigo, Austrálie | tvrdý  | Alison Baiová         | Asia Muhammadová Arina Rodionovová | 4–6, 6–4, [10–8] |
| 2. | červen 2018   | Singapur           | tvrdý  | Olivia Tjandramuliová | Mijabi Inoueová Džunri Namigatová  | 6–4, 4–6, [10–6] |